# Sportovní klub Olympik Mělník
SK Olympik Mělník è una squadra ceca di calcio a 5 fondata nel 1992 a Mělník, gioca le sue partite nell'impianto sportivo di Neratovice.

## Storia
Nel 2004/2005 sale in seconda divisione e nella sua prima stagione arriva sorprendentemente alla finale di Coppa di Repubblica Ceca battuto 6-1 dal Nejzbach. Viene promossa per la prima volta in 1. Futsal Liga al termine della stagione 2007/2008, purtroppo per la sua prima stagione non ha potuto giocare nell'impianto casalingo dovendosi trasferire a Neratovice, nella stagione ha ottenuto la decima piazza, ultima disponibile per salvarsi.

## Rosa 2008-2009
| N. |                      | Ruolo | Calciatore     |
| -- | -------------------- | ----- | -------------- |
| -  | Rep. Ceca (bandiera) | G     | Petr Víšek     |
| -  | Rep. Ceca (bandiera) | G     | Daniel Hnízdil |
| -  | Rep. Ceca (bandiera) | G     | Radek Saibt    |
| -  | Rep. Ceca (bandiera) | G     | Martin Abraham |
| -  | Rep. Ceca (bandiera) | G     | Jan Čermák     |
| -  | Rep. Ceca (bandiera) | G     | Milan Bouška   |
| -  | Rep. Ceca (bandiera) | G     | Ondřej Neuman  |
| -  | Rep. Ceca (bandiera) | G     | Tomáš Průcha   |
| -  | Rep. Ceca (bandiera) | G     | Michal Hamšík  |
| -  | Rep. Ceca (bandiera) | G     | Jiří Vokoun    |
| -  | Rep. Ceca (bandiera) | G     | Marcel Janouch |
| -  | Rep. Ceca (bandiera) | G     | Pavel Runt     |
| -  | Rep. Ceca (bandiera) | G     | Aleš Fiala     |

| N. |                      | Ruolo | Calciatore        |
| -- | -------------------- | ----- | ----------------- |
| -  | Rep. Ceca (bandiera) | G     | Petr Tichý        |
| -  | Rep. Ceca (bandiera) | G     | Václav Spal       |
| -  | Rep. Ceca (bandiera) | G     | Jakub Pokorný     |
| -  | Rep. Ceca (bandiera) | G     | Rostislav Šmíd    |
| -  | Rep. Ceca (bandiera) | G     | Milan Polák       |
| -  | Rep. Ceca (bandiera) | G     | Daniel Grabmüller |
| -  | Rep. Ceca (bandiera) | G     | Jaromír Morávek   |
| -  | Rep. Ceca (bandiera) | G     | Tomáš Pohl        |
| -  | Rep. Ceca (bandiera) | G     | Milan Matějček    |
| -  | Rep. Ceca (bandiera) | G     | Jiří Trutnovský   |
| -  | Rep. Ceca (bandiera) | G     | Petr Hyka         |
| -  | Rep. Ceca (bandiera) | G     | Rudolf Melounek   |
| -  | Rep. Ceca (bandiera) | G     | Lubomír Remenec   |